# Nurtas Kurgulin
Nurtas Kurgulin (ur. 20 września 1986 w Tarazie) – kazachski piłkarz, grający na pozycji pomocnika, reprezentant Kazachstanu. Od 2013 roku jest zawodnikiem kazachskiego klubu Tobył Kostanaj.

## Kariera klubowa
Kurgulin karierę rozpoczął w klubie z rodzinnego miasta FK Taraz, w którym występował aż do 2012 roku. Wówczas to przeniósł się do FK Astana, gdzie jednak nie potrafił wywalczyć miejsca w podstawowym składzie, ani razu nie pojawił się na boisku i po zaledwie kilku miesiącach postanowił odejść. Przed rozpoczęciem sezonu 2013 roku związał się z klubem Tobył Kostanaj.

## Kariera reprezentacyjna
W reprezentacji Kazachstanu zadebiutował 7 października 2011 roku w meczu eliminacji mistrzostw Europy przeciwko Belgii. Na boisku pojawił się od pierwszej minuty i przebywał na nim do 59 minuty, kiedy to otrzymał czerwoną kartkę.
| Mecze i gole w reprezentacji | Mecze i gole w reprezentacji | Mecze i gole w reprezentacji | Mecze i gole w reprezentacji | Mecze i gole w reprezentacji | Mecze i gole w reprezentacji | Mecze i gole w reprezentacji |
| #                            | Data                         | Stadion                      | Rywal                        | Wynik                        | Gol                          | Rozgrywki                    |
| 2011                         | 2011                         | 2011                         | 2011                         | 2011                         | 2011                         | 2011                         |
| ---------------------------- | ---------------------------- | ---------------------------- | ---------------------------- | ---------------------------- | ---------------------------- | ---------------------------- |
| 1.                           | 07.10.2011                   | Bruksela, Belgia             | Belgia                       | 1:4                          | 0                            | El. ME 2012                  |
| 2012                         |                              |                              |                              |                              |                              |                              |
| 1.                           | 05.06.2012                   | Erywań, Armenia              | Armenia                      | 0:3                          | 0                            | towarzyski                   |